# Plethiandra sessiliflora
Plethiandra sessiliflora är en tvåhjärtbladig växtart som först beskrevs av Célestin Alfred Cogniaux, och fick sitt nu gällande namn av Elmer Drew Merrill. Plethiandra sessiliflora ingår i släktet Plethiandra och familjen Melastomataceae. Inga underarter finns listade i Catalogue of Life.